# حسن اسدی زیدآبادی
حسن اسدی زیدآبادی (زادهٔ ۱۳۶۳) عضو شورای مرکزی سازمان دانش آموختگان ایران، زندانی سیاسی سابق است.

## تحصیلات
اسدی دارای کارشناسی حقوق از دانشگاه آزاد اسلامی واحد تهران جنوب و کارشناسی ارشد حقوق (گرایش حقوق بشر) از دانشگاه علامه طباطبایی می‌باشد.

## فعالیت‌های سیاسی و محکومیت‌ها
حسن اسدی عضو شورای مرکزی سازمان دانش آموختگان ایران ادوار تحکیم وحدت و مسئول کمیته حقوق بشر سازمان دانش آموختگان ایران (ادوار تحکیم وحدت) است. او از افراد فعال و نزدیک به مهدی کروبی محسوب می‌شد. این فعال سیاسی برای بار نخست در تاریخ ۱۲ آبان ماه ۱۳۸۸ از سوی وزارت اطلاعات بازداشت شده و پس از تحمل چهل روز حبس آزاد گشت. او بعد از اولین جلسه محاکمه در ۳۱ مردادماه ۱۳۸۹ مجدداً دستگیر شد، در کیفرخواست صادره علیه اسدی زیدآبادی در این پرونده‌ها اتهاماتش «اجتماع و تبانی علیه نظام»، «تبلیغ علیه نظام»، «تشویش اذهان عمومی»، «توهین به رئیس‌جمهور»، «شرکت در تجمعات غیرقانونی» و «نشر اکاذیب» اعلام شد. او در نهایت به ۵ سال حبس محکوم شد.
حسن اسدی زیدآبادی عضو شورای مرکزی سازمان ادوار تحکیم وحدت پس از تحمل ۵ سال حبس در زندان اوین بند ۳۵۰ در ۲۷ خرداد ۱۳۹۴ آزاد شد.
به گزارش هرانا: «زیدآبادی همچنین به عنوان سخنگوی سازمان‌های غیردولتی شبکه آسیایی در موسسات حقوق بشر ملی (ANNI)، که با هدف گزارش کردن موارد نقض حقوق بشر در آسیا و استرالیا عمل می‌کند، فعالیت کرده‌است.» او همچنین به همراه ۴ ایرانی دیگر از جمله برندگان جایزه هلمن-همت در رمینه روزنامه‌نگاری شده‌است
زیدآبادی در جریان خیزش ۱۴۰۱ ایران در ۲۵ آبان توسط سازمان اطلاعات سپاه در منزل شخصیش بازداشت شد.

## ترجمه‌ها
1. مشق‌های حکمرانی خوب برای صیانت از حقوق بشر—کمیساریایی عالی حقوق بشر سازمان ملل متحد—مترجم: حسن اسدی زید آبادی—انتشارات ناهید—۱۳۹۴[۱۷]
2. آب و حقوق بشر (حق دسترسی بشر به آب، ابعاد حقوقی و سیاسی) -- نویسندگان: سلمان م.ا. سلمان، شیوا نمک اینرنی – لنکفورد—مترجم: حسن اسدی زیدآبادی—انتشارات ناهید ۱۳۹۴[۱۸][۱۹][۲۰]